# Roeneng
Roeneng, auch Roe-ning oder Roe-neng war ein siamesisches Längenmaß und entsprach der Meile. Auf einem Grad des Meridians gingen 28,95 Roeneng.
- 1 Roeneng = 100 Sen = 2000 Vouah[2] = 2,4  Meilen (engl.)[3]
- 1 Roeneng = ½ Meile (deutsch) = 3828 Meter (3862,334 Meter[2])

Eine andere Maßeinteilung war
- 1 Roeneng = 20 Jods = 80 Sen = 1600 Voua = 3200 Ren = 1577 Toises (franz.)[4]
- 1 Reneng/Roeneng  = ¼ Juta = 100 Sen = 3961,12 Meter[5]